# Civil War
För filmen med samma namn, se Civil War.
Civil War (engelska för inbördeskrig) är en sång inspelad av Guns N' Roses. 
Låten låg ursprungligen på Nobody's Child: Romanian Angel Appeal från 1990, en välgörenhetsskiva för barnhem i Rumänien. Låten är en protestsång mot krig, där alla krig kallas för 'inbördeskrig' och att det bara "matar den rike medan det begraver den fattige". Låten låg även på albumet Use Your Illusion II från 1991 och utkom 1993 även på singel. Den placerade sig som högst på fjärde plats på US Mainstream Rock.
USA var visserligen indraget i en mindre konflikt i Panama i början av 1990-talet, men låten är främst inspirerad av protestsångerna mot Vietnamkriget under slutet av 1960-talet och början av 1970-talet.
Sången börjar med en sampling från filmen "Cool Hand Luke" från 1967.
Sången slutar med att ställa frågan vad som är så "civil" (engelska för civiliserat) med krig, en ordlek inom engelskan.

## Listplaceringar
| Lista (1993)  | Topplacering |
| ------------- | ------------ |
| Australien    | 45           |
| Nederländerna | 16           |
| Norge         | 10           |
| Nya Zeeland   | 27           |

### Fotnoter
1. ↑  ”Listplacering”. http://australian-charts.com/showitem.asp?interpret=Guns+N%27+Roses&titel=Civil+War&cat=s. Läst 31 maj 2011.
2. ↑  ”Listplacering”. http://dutchcharts.nl/showitem.asp?interpret=Guns+N%27+Roses&titel=Civil+War&cat=s. Läst 31 maj 2011.
3. ↑  ”Listplacering”. http://norwegiancharts.com/showitem.asp?interpret=Guns+N%27+Roses&titel=Civil+War&cat=s. Läst 31 maj 2011.
4. ↑  ”Listplacering”. Arkiverad från originalet den 6 oktober 2013. https://web.archive.org/web/20131006002539/http://charts.org.nz/showitem.asp?interpret=Guns+N%27+Roses&titel=Civil+War&cat=s. Läst 31 maj 2011.